# FC Politehnica Iași
FC Politehnica Iași (även kallad Poli Iași) var en fotbollsklubb från Iași, Rumänien. Dess färger var blå och vita. Deras hemmaarena var Emil Alexandrescu stadion i Iași. Klubben upplöstes 2010, men redan samma år grundades en klubb vid namn CSMU Politehnica Iași, den nya klubben spelar säsongen 21/22 i Rumäniens andradivision.

## Kända spelare
- Salif Nogo
- Ibrahima Baldé
- Stojan Ignatov
- Viorel Frunză
- José Montiel
- Cornel Buta
- Marcel Coraș
- Adrian Cristea
- Andrei Cristea
- Marian Damaschin
- Augustin Deleanu
- Vasile Iordache
- Daniel Pancu
- Ionel Pârvu
- Cosmin Pașcovici
- Adrian Popescu
- Bogdan Stelea
- Mohammed Manga
- Dominik Beršnjak
- Andrej Pečnik